# SMIM8
SMIM8 (англ. Small integral membrane protein 8) – білок, який кодується однойменним геном, розташованим у людей на 6-й хромосомі. Довжина поліпептидного ланцюга білка становить 97 амінокислот, а молекулярна маса — 11 059.
| 10         |  | 20         |  | 30         |  | 40         |  | 50         |
| ---------- |  | ---------- |  | ---------- |  | ---------- |  | ---------- |
| MSSAPEPPTF |  | KKEPPKEKEF |  | QSPGLRGVRT |  | TTLFRAVNPE |  | LFIKPNKPVM |
| AFGLVTLSLC |  | VAYIGYLHAI |  | QENKKDLYEA |  | IDSEGHSYMR |  | RKTSKWD    |

A: Аланін

C: Цистеїн

D: Аспарагінова кислота

E: Глутамінова кислота

F: Фенілаланін

G: Гліцин

H: Гістидин

I: Ізолейцин

K: Лізин

L: Лейцин

M: Метіонін

N: Аспарагін

P: Пролін

Q: Глутамін

R: Аргінін

S: Серин

T: Треонін

V: Валін

W: Триптофан

Локалізований у мембрані.